# Philosophische Rundschau
Die Philosophische Rundschau (abgekürzt: PhR) ist eine deutschsprachige philosophische Fachzeitschrift. Sie wurde von Hans-Georg Gadamer und Helmut Kuhn 1953 gegründet. Sie bemüht sich neben Einzelbesprechungen wesentlicher Neuerscheinungen vorrangig um allgemeine Überblicke über Forschungsfelder und um Darstellungen wissenschaftlicher Zusammenhänge, die die Schulen- und Sprachgrenzen übersteigen. Verlegt wird die Philosophische Rundschau im Mohr Siebeck Verlag in Tübingen. Die Druckauflage beträgt 1100 Exemplare.

## Herausgeber und Redaktion
Die Herausgeber sind Martin Gessmann, Jens Halfwassen und Pirmin Stekeler-Weithofer. Die Redaktion leitet Florian Arnold.